# بيتار فاسيليفيتش
بيتار فاسيليفيتش (بالصربية: Петар Васиљевић)‏ هو لاعب كرة قدم صربي في مركز الدفاع، ولد في 3 نوفمبر 1970 في بلغراد في صربيا. لعب مع أوساسونا وروت فايس آهلن ونادي أوبليتش ونادي البسيط ونادي بارتيزان.

## وصلات خارجية
- بيتار فاسيليفيتش على موقع قاعدة بيانات كرة القدم.إي يو (الإنجليزية)
- بيتار فاسيليفيتش على موقع بيانات كرة القدم. دي إي (الألمانية)
- بيتار فاسيليفيتش على موقع عالم كرة القدم.نت (الإنجليزية)